# Saracens F.C.
Saracens Rugby Football Club, også kend som Saracens F.C. eller bare Saracens, er et professionelt rugbyhold lokaliseret, som har hjemme i Watford, England. De er medlemmer af Guinness Premiership, som er den bedste rugbyliga i England. Holdet blev stiftet i 1876.